# Gia Scala
Gia Scala (właśc. Josephine Grace Johanna Scoglio; ur. 3 marca 1934 w Liverpoolu, zm. 30 kwietnia 1972 w Los Angeles) – brytyjsko-amerykańska aktorka filmowa i telewizyjna.

## Życiorys
Urodziła się jako Josephine Grace Johanna Scoglio w Liverpoolu. Jako trzymiesięczne niemowlę przeniosła się na Sycylię ze swym arystokratycznym sycylijskim ojcem Pietro Scoglio i irlandzką matką Eileen (z domu O’Sullivan). W wieku 14 lat wyemigrowała do Nowego Jorku. Po skończeniu nauki pracowała w biurze podróży. Uczyła się w Actors Studio. Agent Universalu dostrzegł ją, gdy brała udział w teleturnieju i zawarł z nią kontrakt w 1954.
Po kilku małych rolach zwróciła na siebie uwagę filmowców. Jej najbardziej znana rola filmowa to Anna, grecka uczestniczka ruchu oporu, w wojennym filmie Działa Navarony (1961).
Po sukcesie filmu popadła w alkoholizm. Straciła kontrakt z Universal Studios i zaczęła szukać pracy w Europie. Jej małżeństwo z aktorem Donem Burnettem rozpadło się. W desperacji rzuciła się z mostu Waterloo. Utonęłaby w Tamizie, gdyby nie uratował jej przejeżdżający taksówkarz. Jej uzależnienie alkoholowe doprowadziło do licznych aresztowań, a ataki depresji były tak poważne, że została zmuszona poddać się obserwacji psychiatrycznej. 30 kwietnia 1972 roku Gia została znaleziona martwa w swojej sypialni w Hollywood po przedawkowaniu alkoholu i pigułek nasennych. Jej śmierć została uznana za samobójstwo.